# Экономическая история
Экономическая история — научная дисциплина, в рамках которой изучаются явления и процессы, связанные с эволюционным развитием и взаимодействием хозяйственной деятельности человека. Экономическая история занимает пограничное, промежуточное положение между исторической и экономической науками, является одной из т. н. смежных наук и учебных дисциплин.
Имеется несколько терминов-синонимов, которыми также можно обозначать экономическую историю — например, «история экономики», «история хозяйственного быта» (этот термин использовался российскими экономистами[кем?] до революции 1917 г.), «история народного хозяйства» (такое название использовалось во времена СССР).

## Функции
Как наука экономическая история выполняет ряд функций:
- познавательная;
- практическая (прагматическая);
- мировоззренческая;
- прогностическая;
- историческая;
- гуманистическая.

## Структура
Внутреннее поле экономической истории можно структурировать по различным критериям: по исторической эпохе (экономическая история Древнего мира; эпохи Возрождения; Индустриальной революции и т. п.); по географическому признаку (экономическая история Сибири; России, Европы и т. п.); по сферам и отраслям хозяйства (история торговли; нефтяной промышленности и т. п.); по элементам экономической инфраструктуры (история денежного обращения, отношений обмена, фондового рынка и т. п.).

## Методология
В рамках изучения мировой экономики используются общенаучные методы исследований — такие как индукция и дедукция, сбор и обработка статистической информации, являющейся основой для сравнений экономического состояния мира в различные эпохи.
Особое значение в сфере изучения экономической истории приобрёл т. н. «исторический метод». Основные черты данного метода сформулированы одним из крупнейших экономистов-историков XIX века немецким учёным В. Рошером:
- необходимо сравнивать экономические процессы у всех народов;
- нельзя ограничиваться наблюдением современных экономических явлений;
- нельзя ругать или хвалить экономические учреждения.

Учёные, использующие данный метод полагают, что не существует единых, универсальных законов развития экономической системы, что нет единых рецептов улучшения хозяйства для различных стран, что во многом связано с отличиями их исторического развития и географического положения.
Во второй половине XX в. особую популярность приобрела методика контрафактического утверждения, представляющего собой мысленный эксперимент, опирающийся на условные предположения «что, если бы». Нобелевский лауреат Р. Фогель в работе «Железные дороги и рост американской экономики: эссе по эконометрической истории» (Railroads and American Economic Growth: Essays in Econometric History) (1964) даже провёл фундаментальное исследование на тему: «Что было бы с транспортной системой Соединённых Штатов, если бы железные дороги не были бы изобретены?»
Как отмечал в 2000-е годы оксфордский профессор Брайан Уорд-Перкинс: "В 1960-е годы экономическая история занимала центральное место в исторических исследованиях, поскольку она была центральной для марксистского мышления. Но, к сожалению, это означало, что она пошла ко дну вместе с кораблем коммунизма... Материалистический и экономический фокус вышел из моды к концу 20-го века, отчасти из-за падения коммунизма, а вместе с ним и марксистской теории".